# Sendai
Sendai (jap. 仙台市 Sendai-shi) – stolica prefektury Miyagi w Japonii i największe miasto regionu Tōhoku (północno-wschodnia część wyspy Honsiu). Ma powierzchnię 786,35 km². W 2020 r. mieszkały w nim 1 096 704 osoby, w 524 651 gospodarstwach domowych  (w 2010 r. 1 045 986 osób, w 464 640 gospodarstwach domowych) . Miasto jest jednym z miast oznaczonych rządowym rozporządzeniem. Zostało założone w 1600 przez daimyō Masamune Date i jest znane jako „Miasto Drzew” (杜の都 - Mori no Miyako, dosł.: „Leśna Stolica”).

## Historia
Chociaż okolice Sendai były zamieszkane już przed 20 000 lat, historia Sendai jako miasta rozpoczęła się w 1600, gdy zostało ono założone przez daimyō Masamune Date.
Date nie był zadowolony ze swojej poprzedniej siedziby, Iwadeyamy, która była położona w północnej części jego ziem i trudno dostępna z Edo (obecnie Tokio). Sendai miało idealną lokalizację, w centrum jego nowo określonego terytorium, przy głównej drodze do Edo i w pobliżu morza. Ieyasu Tokugawa udzielił Masamune Date zezwolenia na budowę nowego zamku w Aobayama w Sendai po bitwie pod Sekigaharą. Aobayama była lokalizacją zamku używanego przez poprzedniego władcę obszaru Sendai.
W tym okresie nazwę Sendai zapisywano jako 千代 (dosłowne znaczenie to „tysiąc pokoleń”), z powodu świątyni w Aobayama, w której znajdowały się posągi „tysiąca buddów”. Masamune zmienił kanji na 仙臺, które później przekształciły się w 仙台 (dosłownie „pustelnik na platformie”). Kanji zostały zaczerpnięte z chińskiego poematu wychwalającego pałac stworzony przez Han Wendi (漢文帝, 202–157 p.n.e.), cesarza chińskiej dynastii Han (imię własne Liú Héng, 劉恆), przez porównanie go z mitycznym pałacem w górach Kunlun. Podobno Masamune wybrał te kanji, aby zamek prosperował tak długo, jak góra zamieszkana przez nieśmiertelnego pustelnika. Masamune rozkazał rozpoczęcie budowy zamku Sendai w grudniu 1600, a budowę miasta Sendai w 1601. Siatka prostopadłych ulic w centrum współczesnego Sendai jest oparta na jego planach.

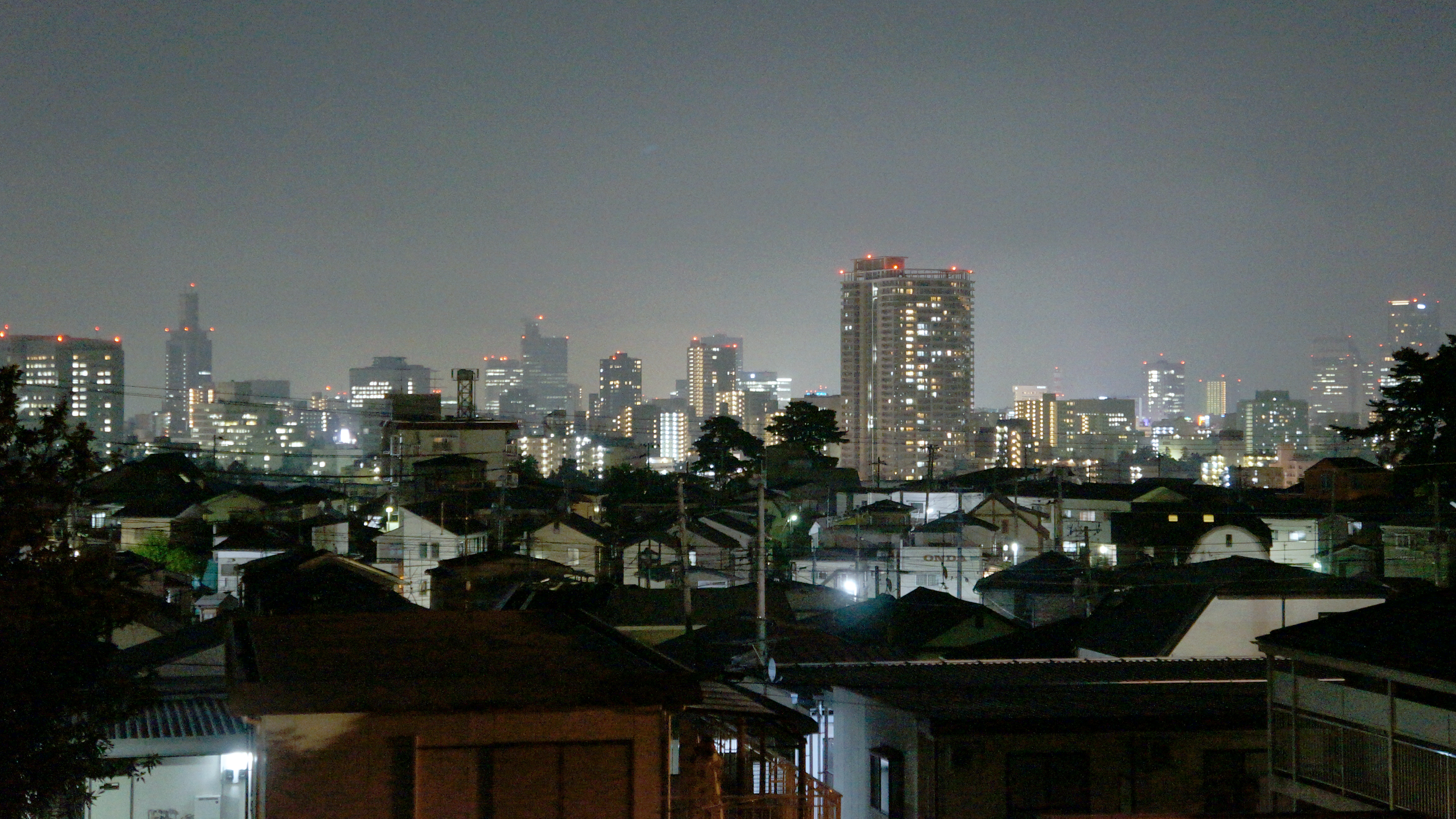
Sendai

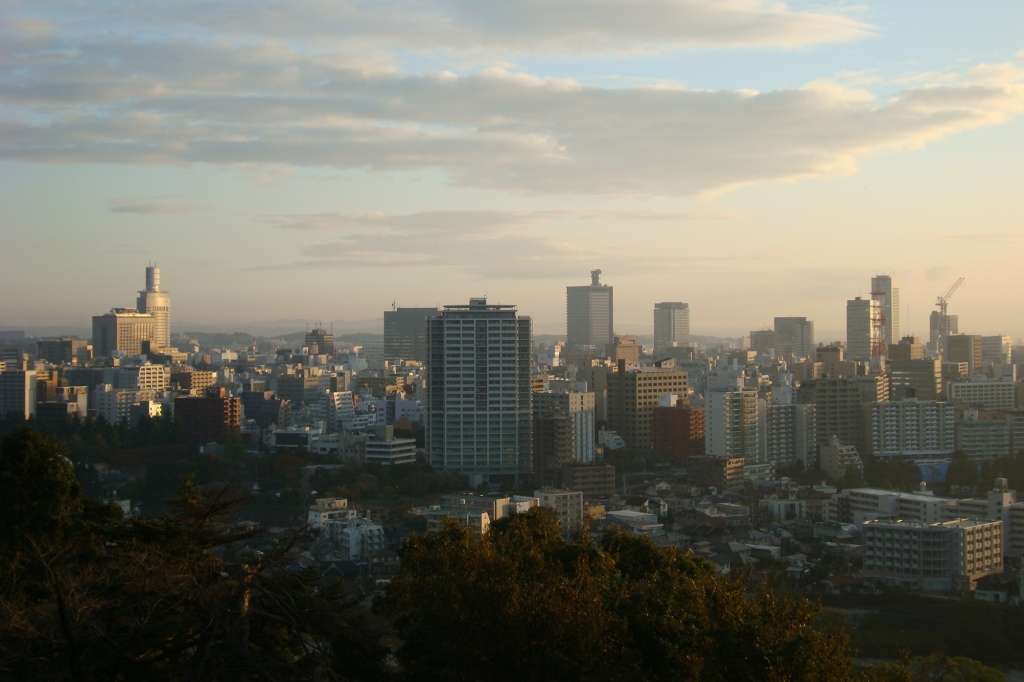
Centrum miasta

Sendai zostało zarejestrowane jako miasto 1 kwietnia 1889, w wyniku likwidacji hanów. W momencie rejestracji obszar miasta wynosił 17,45 km², a liczba mieszkańców wynosiła 86 tysięcy. Jednakże miasto znacznie powiększyło się poprzez siedem przyłączeń w latach 1928–1988. Sendai zostało miastem oznaczonym rządowym rozporządzeniem 1 kwietnia 1989. W 1999 liczba mieszkańców przekroczyła milion.
Sendai stało się znane jako „Miasto Drzew” (杜の都 Mori no Miyako) co najmniej przed II wojną światową. Stało się tak, ponieważ han Sendai zachęcał mieszkańców do sadzenia drzew przy domach. W efekcie wiele domów i chramów w centrum Sendai posiada „przydomowe lasy” (屋敷林 yashiki-rin), które były używane jako źródło drewna i innych materiałów. Naloty w czasie II wojny światowej zniszczyły wiele zieleni, wiele też stracono w okresie powojennej odbudowy i rozwoju. Sendai nadal jest znane jako Miasto Drzew, ale zawdzięcza to głównie dużym wysiłkom podejmowanym w celu przywrócenia zieleni na terenie miasta.

## Geografia

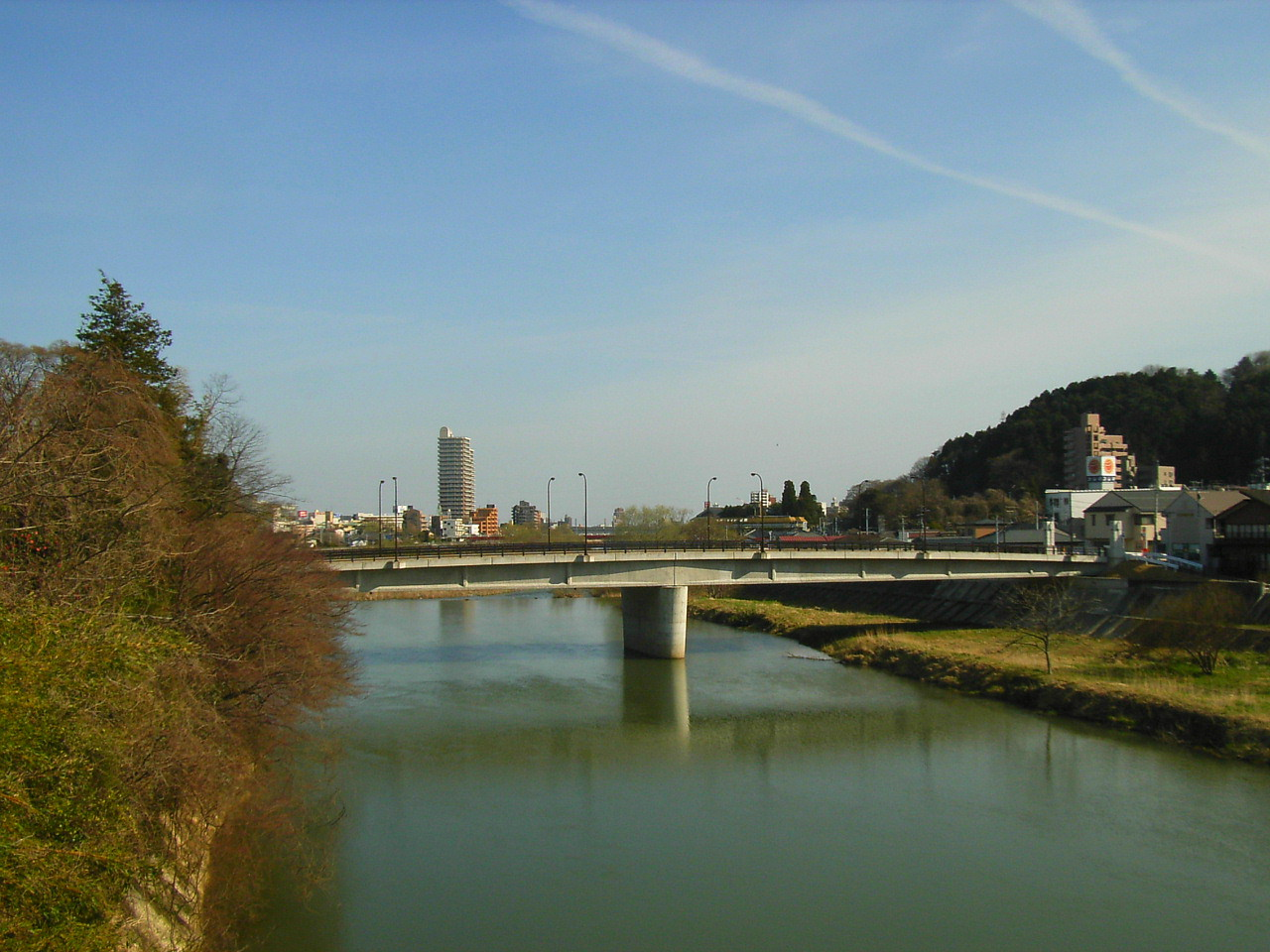
Most Atago nad rzeką Hirose

Sendai jest położone na 38°16'05" szerokości północnej i 140°52'11" długości wschodniej. Powierzchnia miasta wynosi 786,35 km² i rozciąga się od Pacyfiku do gór Ōu, które stanowią odpowiednio wschodnią i zachodnią granicę prefektury Miyagi. W rezultacie, geografia miasta jest dość zróżnicowana. Wschodnie Sendai jest położone na równinie, centrum miasta jest pagórkowate, a części zachodnie - górzyste. Najwyższym punktem miasta jest wulkan Funagata, o wysokości 1 500 m nad poziomem morza.
W obrębie Sendai znajduje się odcinek rzeki Hirose o długości 45 km. Jest ona dobrze znanym symbolem Sendai, szczególnie dzięki temu, że pojawia się w tekście Aoba-jō koi-uta (青葉城恋唄; dosłownie: Pieśń miłosna z zamku Aoba), popularnej piosenki śpiewanej przez Muneyuki Satō. Zamek Sendai został zbudowany blisko rzeki, którą zamierzano wykorzystać jako fosę. Rzeka często wylewała, aż do lat pięćdziesiątych XX w. Dopiero zapory i śluzy zbudowane w latach sześćdziesiątych i siedemdziesiątych sprawiły, że powodzie są już rzadkością. Rzeka jest obecnie znana z czystej wody i naturalnego piękna. Została wybrana przez Japońską Agencję Środowiska Naturalnego (Japan's Environment Agency) jako jedna ze 100 Wielkich Wód Japonii.
Większość gór wokół Sendai to uśpione wulkany. Najsłynniejszym z nich jest Zaō. W mieście jest wiele gorących źródeł. U brzegów prefektury Miyagi i całego regionu Tōhoku występują trzęsienia, także dna morskiego, co powoduje fale tsunami. Tak stało się w dniu 16 sierpnia 2005 oraz 11 marca 2011 w czasie wielkiego trzęsienia ziemi u wybrzeży Honsiu.

## Klimat
Sendai leży w strefie klimatu umiarkowanego. Średnia temperatura w mieście wynosi 12,1 °C (53,8 °F), a średnie roczne opady wynoszą 1241,8 mm. Najwyższa zanotowana temperatura to 36,8 °C (98,2 °F), a najniższa to -11,7 °C (10,9 °F). Przeciętny rok ma 16,8 dni z temperaturą przekraczającą 30 °C i tylko 2,2 dnia z temperaturą spadającą poniżej 0 °C, co jest współczynnikiem niższym niż w pozostałych głównych miastach Japonii. Miasto jest rzadko nawiedzane przez tajfuny i przeciętnie tylko przez 6 dni w roku notuje się opady śniegu powyżej 10 cm. Pora deszczowa w Sendai rozpoczyna się zwykle pod koniec czerwca lub na początku lipca, czyli później niż w większości japońskich miast.

## Demografia
W 2005 liczba mieszkańców wynosiła 1 028 214 osób, a gęstość zaludnienia – 1 304,69 osób na km². Całkowita powierzchnia miasta wynosi 788,09 km². Większość ludności zamieszkuje w zurbanizowanych obszarach w pobliżu linii kolejowych i metra. Spis powszechny w 2000 wykazał, że 88,5% populacji (892 252 osób) mieszkała na obszarze 129,69 km², co stanowiło zaledwie 16,6% całkowitej powierzchni miasta. Gęstość zaludnienia na tym obszarze wynosiła 6879,9 osób/km², co przekraczało ponad pięciokrotnie średnią gęstość zaludnienia miasta w tym czasie (1286,6 osób/km²). Około 10 000 osób w Sendai nie jest obywatelami Japonii.
W 2005 w Sendai znajdowało się 444 514 gospodarstw domowych. Średni rozmiar dospodarstwa domowego wynosił 2,31 osoby. Rozmiar średniego gospodarstwa domowego zmniejsza się z każdym rokiem, ze względu na zwiększającą się liczbę gospodarstw jednoosobowych. W Sendai mieszka wielu (w porównaniu z innymi grupami wiekowymi) dwudziestolatków oraz osób, które niedawno ukończyły 30 i 50 lat. Jest to wynik pierwszego i drugiego szczytu urodzeń (baby boom) w Japonii oraz obecności wielu młodych ludzi studiujących w Sendai. Średni wiek mieszkańca Sendai to 38,4, co jest jednym z najniższych spośród głównych miast Japonii.

## Dzielnice
Sendai ma 5 dzielnic (区 - ku), które zostały stworzone, gdy miasto zostało oznaczone rządowym rozporządzeniem w 1989. Wybierając nazwy dla dzielnic świadomie unikano nazw wskazujących położenie (np. północ, centrum).
Dzielnice Sendai:
- Aoba-ku
- Izumi-ku
- Miyagino
- Taihaku
- Wakabayashi

| Nazwa        | Nazwa          | Nazwa    | Powierzchnia (km²) | Ludność   | Kod jednostki |
| Polska nazwa | Rōmaji         | Kanji    | Powierzchnia (km²) | Ludność   | Kod jednostki |
| ------------ | -------------- | -------- | ------------------ | --------- | ------------- |
| Aoba         | Aoba-ku        | 青葉区   | 302,24             | 311 590   | 04101         |
| Izumi        | Izumi-ku       | 泉区     | 146,61             | 212 149   | 04105         |
| Miyagino     | Miyagino-ku    | 宮城野区 | 58,25              | 196 732   | 04102         |
| Taihaku      | Taihaku-ku     | 太白区   | 228,39             | 234 758   | 04104         |
| Wakabayashi  | Wakabayashi-ku | 若林区   | 50,86              | 141 475   | 04103         |
| Sendai       | Sendai-shi     | 仙台市   | 786,35             | 1 096 704 | 04100         |

## Polityka
System polityczny Sendai jest podobny do występującego w innych japońskich miastach, ponieważ Ustawa o lokalnej autonomii ujednolica wszystkie jednostki miejskie w zakresie organizacji i władzy. Ponieważ jednak Sendai jest miastem oznaczonym rządowym rozporządzeniem, w niektórych obszarach ma taką samą jurysdykcję jak prefektury.
Na lokalny rząd Sendai składa się rada miejska i burmistrz, przy czym burmistrz dysponuje silną władzą. Burmistrz jest wybierany w wyborach powszechnych na obszarze miasta. Członkowie Rady Miejskiej Sendai są wybierani w 5 okręgach wyborczych, odpowiadających dzielnicom miasta. Liczba członków rady przypisanych do okręgów jest uzależniona od liczby mieszkańców. W maju 2005 rada liczyła 60 członków: 17 z okręgu Aoba, 11 z Miyagino, 8 z Wakabayashi, 13 z Taihaku i 11 z Izumi. Rada Miejska wybiera przewodniczącego i wiceprzewodniczącego. Sendai ma dwóch wiceburmistrzów, którzy nie są wybierani przez mieszkańców.

## Ekonomia
Sendai stanowi centrum gospodarki regionu Tōhoku, a także stanowi podstawę regionalnej logistyki i transportu. Gospodarka miasta opiera się w dużym stopniu na handlu detalicznym i usługach. Te dwa sektory obejmują około dwóch trzecich miejsc pracy oraz blisko połowę przedsiębiorstw.
Sendai jest często określane jako gospodarka oddziałów, ponieważ niewiele przedsiębiorstw ma w tym mieście swoje główne siedziby. Różne autorytety współpracują, starając się złagodzić ten problem, głównie poprzez zachęcanie przedsięwzięć w dziedzinie high-tech, dla których bazę stanowi Uniwersytet Tohoku, dobrze znany z wydziałów inżynieryjnych i nauk ścisłych. W wyniku tych prób powstało kilka bardzo zyskownych projektów, jak Sendai-Finland Wellbeing Center, ale na trwałe rezultaty dla ekonomii miasta i liczby miejsc pracy przyjdzie jeszcze poczekać.
Głównym dostawcą energii elektrycznej dla regionu jest Tohoku Electric Power, którego główna siedziba znajduje się w Sendai.

## Transport

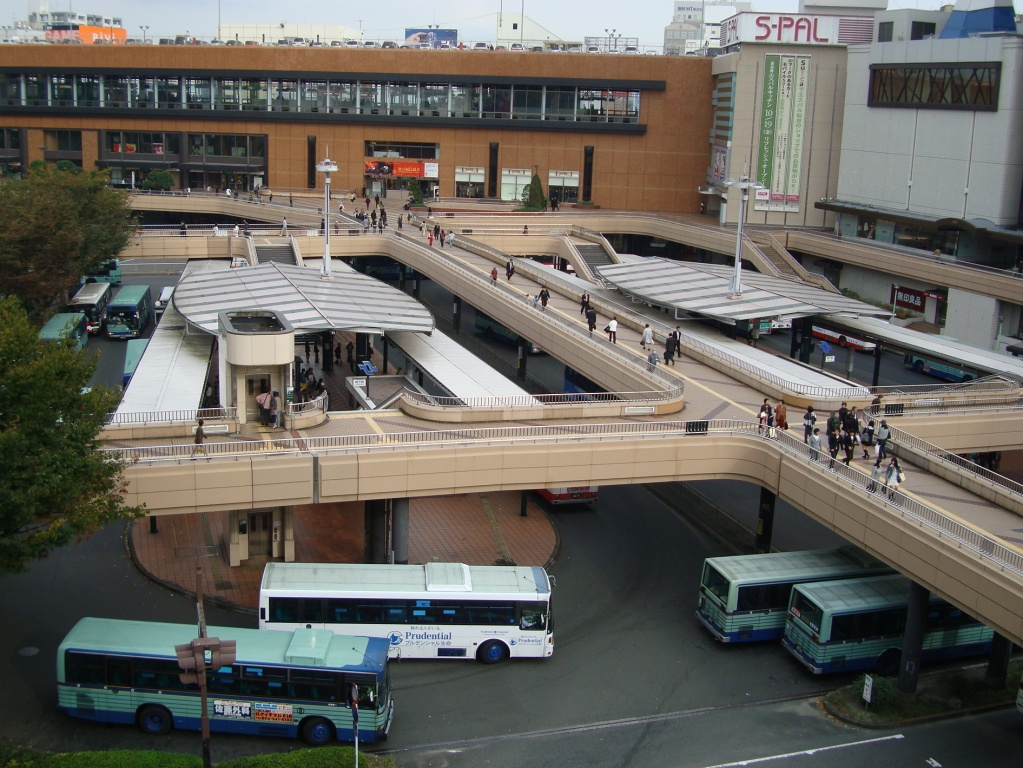
Stacja kolejowa w Sendai

Centralnym punktem sieci transportowej miasta jest dworzec kolejowy, należący do JR (Kolej Wschodniojapońska). Stacja jest obsługiwana przez osiem linii JR i jest główną stacją dla dwóch linii superekspresów Shinkansen: Tōhoku i Akita. Stacja jest połączona ze stacją metra za pomocą przejścia podziemnego.
Sendai posiada własne metro (linia północ-południe), które należy do najdroższych w Japonii, z cenami biletów zaczynającymi się od 200 yenów. Miasto rozpoczęło budowę linii wschód-zachód, która została ukończona w 2015. Nowa linia jest krytykowana z powodu zbyt wysokich kosztów, spowodowanych nadmiernie optymistycznymi szacunkami i trudnościami stwarzanymi przez środowisko naturalne. Zwolennicy utrzymują, że nowa linia metra jest konieczna do zapobieżenia rozbiciu miasta, zmniejszy obciążenie środowiska w mieście przez zachęcenie do korzystania z transportu publicznego oraz że budowa opiera się na dokładnych szacunkach. Sendai Shimin Ombudsman założył sprawę sądową przeciwko burmistrzowi Sendai, aby zapobiec akceptacji opłat za budowę.

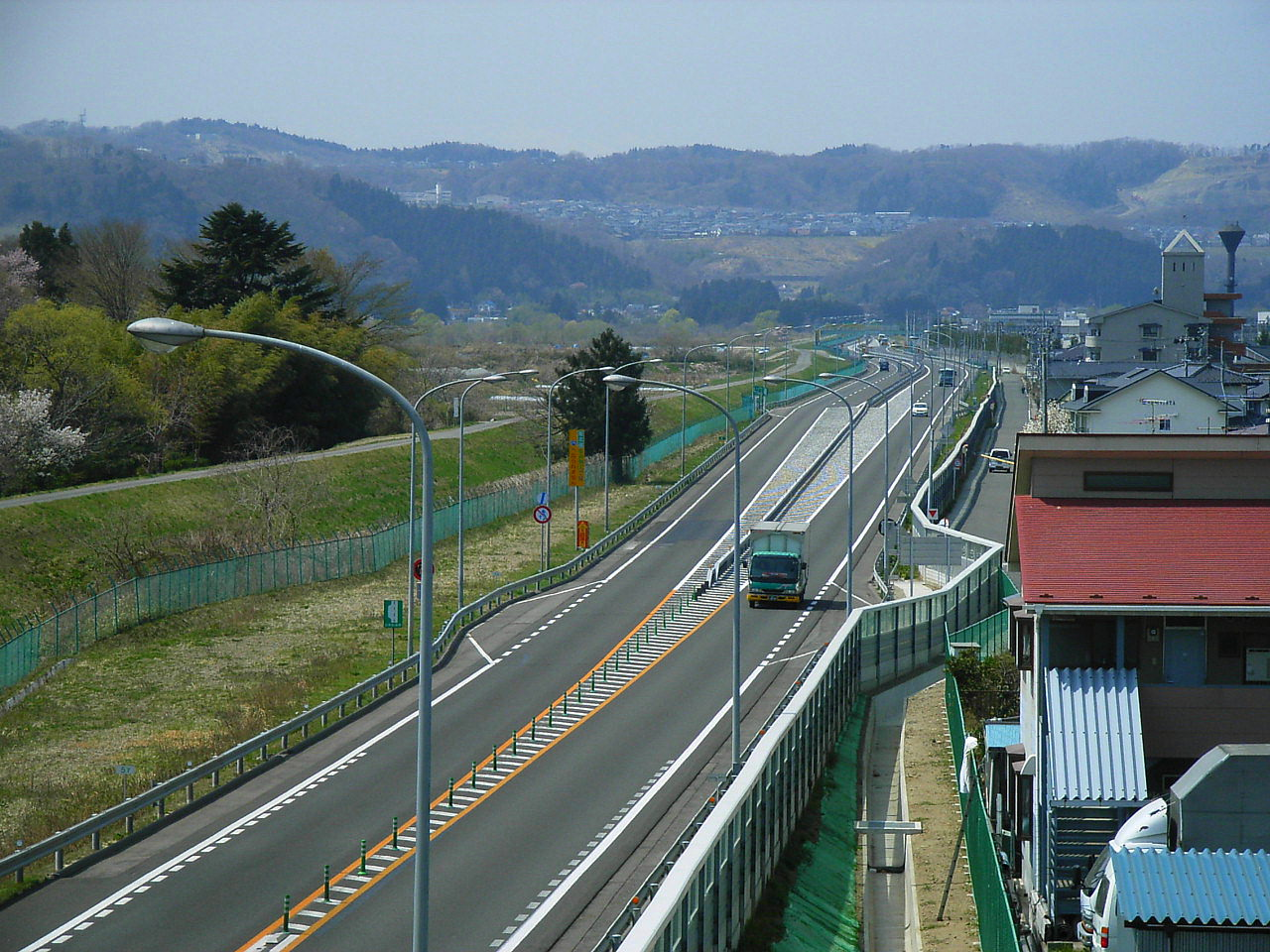
Droga Sendai-Nanbu

Miasto jest obsługiwane przez lotnisko Sendai, posiadające połączenia międzynarodowe do kilku krajów oraz przez port Sendai. Pomimo swojej nazwy, Międzynarodowy Port Lotniczy Sendai znajduje się w sąsiednim mieście Natori, znajdującym się na południe od Sendai. Lotnisko jest połączone linią kolejową z miastem Sendai.
Sendai jest otoczone siecią autostrad. Autostrada Tōhoku biegnie przez zachodnią część Sendai w kierunku północ-południe i jest połączona z innymi autostradami, takimi jak: droga Sendai-Nambu, droga Sendai-Tobu, droga ekspresowa Sanriku (droga Sendai-Matsushima) i droga Sendai-Hokubu.

## Kultura

### Święta

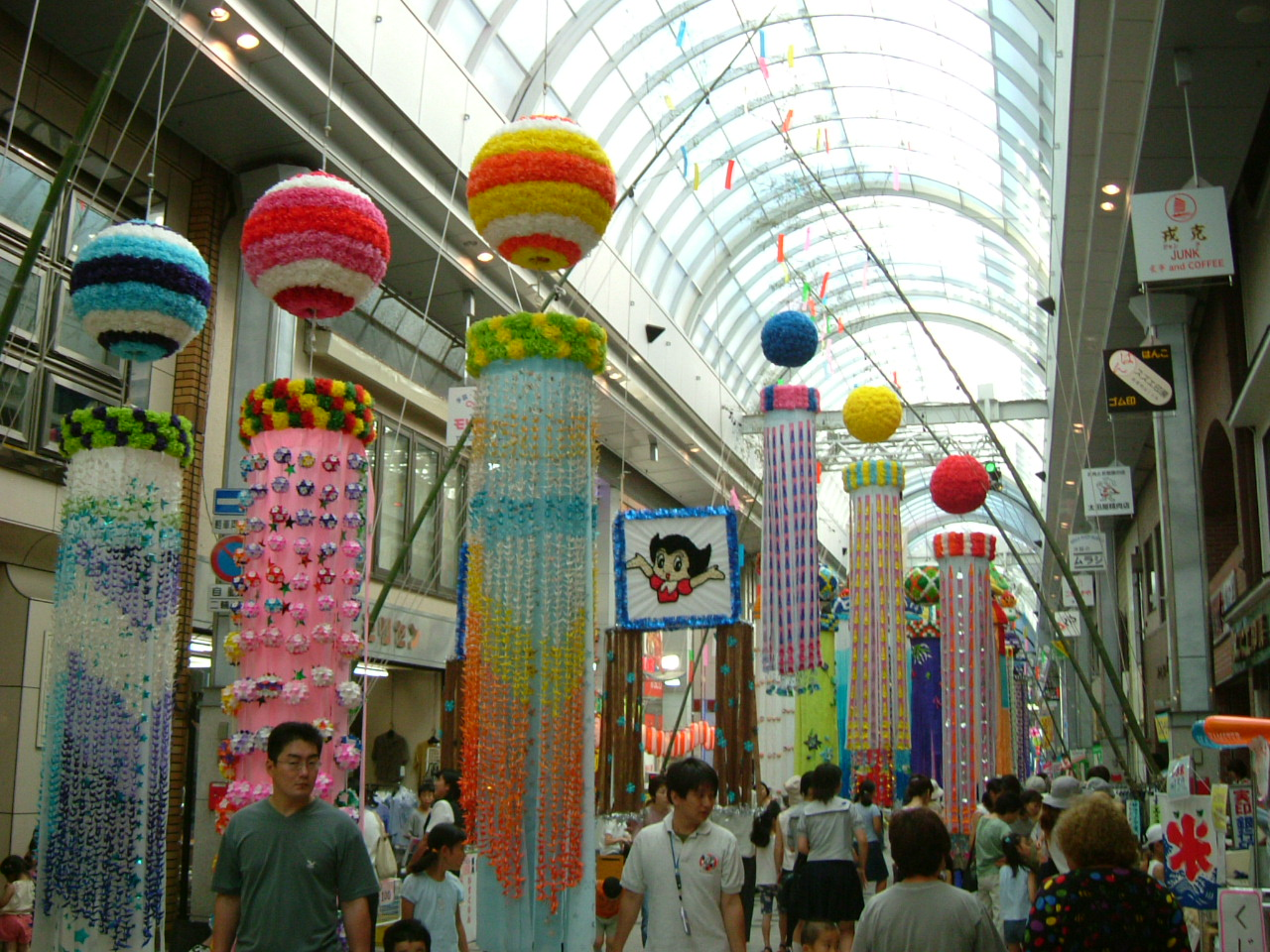
Dekoracje z okazji Tanabata

Najsłynniejszym festiwalem w Sendai jest Festiwal Tanabata, największy w Japonii. Rocznie przyjeżdża z tego powodu do Sendai ponad 2 miliony osób. Tanabata jest spokojne, w porównaniu z innymi tradycyjnymi festiwalami, przede wszystkim dlatego, że główną atrakcją są wymyślne dekoracje. Bardziej typowy przebieg ma Festiwal Aoba Matsuri: mikoshi, floats, parada samurajska i tradycyjne tańce. Zgodnie z miejscowym obyczajem noworoczne dekoracje są palone podczas Festiwalu Dontosai, czemu towarzyszą modły o zdrowie w nowym roku. Jest to najstarszy festiwal w prefekturze Miyagi.
W Sendai mają miejsce również różne współczesne festiwale, między innymi Festiwal Jazzu Ulicznego Jōzenji, Festiwal Michinoku Yosakoi oraz Gwiezdny Orszak Sendai (Sendai Pageant of Starlights). Festiwal Jazzu Ulicznego Jōzenji jest jednym z największych amatorskich festiwali muzycznych w Japonii, w którym w ostatnich latach uczestniczyło ponad 500 grup. Jego początki sięgają roku 1991, gdy był festiwalem jazzowym, wkrótce jednak zaczęto akceptować zgłoszenia bez względu na rodzaj muzyki. Dla podkreślenia tego faktu nazwa festiwalu zawiera „jazz uliczny” (street jazz). Festiwal Michinoku Yosakoi jest festiwalem tanecznym, wywodzącym się z Festiwalu Yosakoi, który ma miejsce w Kōchi. Podczas festiwalu Sendai Pageant of Starlights drzewa w centrum Sendai są dekorowane lampkami. Wydarzenie to było impulsem do obchodów Festiwalu Świateł w partnerskim mieście Sendai, Riverside. Festiwal jest krytykowany przez obrońców środowiska z powodu wysokiego zużycia energii elektrycznej i niszczenia drzew.

### Sport
Chociaż już w latach 1973–1977 Sendai było tymczasową siedzibą zespołu baseballowego Chiba Lotte Marines, miasto było praktycznie ignorowane przez zawodowy sport aż do 1994. W tym roku drużyna piłkarska przedsiębiorstwa Tohoku Electric Power przekształciła się w odrębny klub o nazwie Brummel Sendai, stawiając sobie jako cel wejście do J. League (najwyższa liga w Japonii). Cel ten został osiągnięty w 1999, gdy J.League została rozszerzona o siódmą grupę. W tym samym czasie zmieniono nazwę drużyny na Vegalta Sendai. Mimo iż w ostatnich latach zespół nie radzi sobie najlepiej, jest znany z silnego wsparcia przez fanów.
Miasto jest również znane jako kolebka japońskiego łyżwiarstwa figurowego. Z Sendai pochodzi m.in. Yuzuru Hanyū – dwukrotny mistrz olimpijski (2014, 2018) i dwukrotny mistrz świata (2014, 2017) oraz Shizuka Arakawa – mistrzyni olimpijska z Turynu.
W 2005 liczba zawodowych zespołów sportowych w Sendai dość nieoczekiwanie wzrosła do trzech. Drużyna baseballowa Tohoku Rakuten Golden Eagles została przyjęta jako nowy zespół Pacific League (Ligi Pacyficznej), co było poprzedzone szeroko nagłośnionym zamieszaniem związanym z połączeniem drużyn Kintetsu Buffaloes i Orix BlueWave, które doprowadziło do pierwszego strajku w historii zawodowego baseballu w Japonii. Dodatkowo, Sendai 89ers znajduje się wśród sześciu pierwszych zespołów nowo powstałej Japan Basketball League (Japońska Liga Koszykówki), której rozgrywki rozpoczęły się w listopadzie 2005. Drużyna wciąż jest stosunkowo nieznana, nawet wśród mieszkańców Sendai.
Wśród dorocznych wydarzeń sportowych w Sendai można wymienić Sendai Cup, międzynarodowy turniej piłki nożnej do lat 18, oraz Międzynarodowy Półmaraton Sendai. W mieście znajduje się wiele obiektów sportowych, między innymi Stadion Sendai, Fullcast Stadium Miyagi, Sendai City Gymnasium, Izumigatake Ski Resort, Izumi Kogen Spring Valley Ski Resort, Sendai Highland oraz Shellcom Sendai.  Tohoku Fukushi University i Sendai Ikuei Gakuen High School są znane z dobrych programów sportowych, ostatnia z tych szkół szczególnie w dziedzinie baseballu.
W 2006 Sendai było gospodarzem Mistrzostw Świata w Koszykówce. Oprócz tego, w tym samym roku w Sendai rozgrywano mecze Mistrzostw Świata w Siatkówce.

### Muzea
Muzeum Miejskie w Sendai prezentuje różnorodne eksponaty związane z rodem Date i historią Sendai. Niekiedy można tam zobaczyć słynną zbroję Masamune Date oraz przedmioty związane z podróżą Tsunenagi Hasekury do Rzymu. Inne historyczne eksponaty można też oglądać w wielu świątyniach i muzeach w mieście, przykładowo w mauzoleum Zuihōden.
Muzeum Sztuki w Miyagi jest największym muzeum sztuki w Sendai. W ramach projektu Miasto Rzeźb w różnych miejscach publicznych umieszczono 24 rzeźby. Najważniejszym muzeum naukowym jest Muzeum Historii Naturalnej Uniwersytetu Tohoku. Kosmiczne Muzeum dla Dzieci w Sendai oraz Muzeum Nauki w Sendai kierują swoją ofertę przede wszystkim do dzieci. W Sendai znajdują się też muzea poświęcone bardziej konkretnym dziedzinom, na przykład Muzeum Literatury w Sendai, Muzeum Sztuki Serizawy Keisuke oraz Muzeum Pojazdów w Sendai.

### Zabytki
W Sendai znajduje się wiele historycznych miejsc związanych z rodem Date. W pobliżu centrum miasta, na górze Aoba, znajdują się ruiny zamku Sendai. Można stamtąd podziwiać panoramę miasta. Mauzoleum Zuihōden jest grobem Masamune Date. Znajduje się tam też wiele eksponatów powiązanych z rodem Date. Jest ono zlokalizowane na wzgórzu nazywanym Kyogamine, będącym tradycyjnym miejscem spoczynku członków rodziny Date. Zbudowany przez Masamune w 1607 chram Ōsaki Hachiman został uznany za skarb narodowy.
Nowsze zabytki to między innymi dom słynnego poety Bansui Doi oraz pomnik uwieczniający chińskiego pisarza Lu Xuna, znajdujący się przy Muzeum Miejskim. Inny pomnik Lu Xuna znajduje się na terenie Uniwersytetu Katahira, gdzie pisarz studiował medycynę. Wśród starszych zabytków znajdują się grobowiec Tōmizuka, pochodzący z IV lub początku V wieku oraz Muzeum Tomizawa, zbudowane dokładnie nad odkrywką z epoki kamiennej sprzed 20 000 lat.

### Przyroda
Zachodnie Sendai obejmuje wiele pięknych miejsc, w większości położonych wokół gorących źródeł Akiu i Sakunami. W pobliżu Akiu znajdują się między innymi wodospady Akiu, niekiedy zaliczane do trzech wielkich wodospadów Japonii, a także znany z pięknych kolorów jesienią wąwóz Rairai. W wąwozie Futakuchi znajduje się kilka wodospadów zaliczanych do pomników przyrody oraz klify Banji, będące przykładem bazaltowych kolumn.
Także tereny wokół Sakunami są znane ze swojego piękna, dzięki kwitnącym wiśniom na wiosnę i pięknym kolorom jesienią. W pobliżu znajdują się wodospady Hōmei. Tą nazwą określa się różne wodospady w górnej części rzeki Hirose. Nazwa „Hōmei” (鳳鳴; dosłownie krzyk feniksa) wywodzi się podobno z tego, że dźwięk spadającej wody przypominał starożytnym mieszkańcom krzyk legendarnego ptaka.
W pobliżu centrum Sendai można znaleźć wiele terenów zielonych. Wąwóz Tatsunokuchi prezentuje wspaniałe widoki, w pobliżu mostu Otayama można znaleźć skamieniałe drewno, a parki Nishi i Tsutsujigoka stanowią tradycyjne miejsce podziwiania kwitnących wiśni. Rzeka Hirose i tereny pływowe Gamo są miejscami, gdzie można zobaczyć naturalne środowisko i zwierzęta. Ratusz Sendai stworzył listę 100 pięknych i zielonych miejsc w obrębie miasta (lista w języku japońskim).

### Miejscowe potrawy i rzemiosło
Z Sendai pochodzi kilka potraw, w tym gyūtan (牛タン, krowi język, najczęściej grillowany), hiyashi chūka (chiński makaron na zimno) oraz robatayaki (japoński rodzaj barbecue). Ponieważ jednak robatayaki zostało później wprowadzone w Kushiro, gdzie danie zostało rozwinięte i spopularyzowane, wielu ludzi uważa, że pochodzi ono właśnie z Kushiro. Zundamochi (ずんだ餅, kulki mochi ze słodką, jasnozieloną pastą sojową) oraz sasa-kamaboko (笹かまぼこ, kamaboko w kształcie liści bambusa) także są uważane za specjalność Sendai. Sendai jest także znane z dobrego sashimi, sushi i sake. Wynika to z faktu, że Sendai jest położone w pobliżu kilku głównych portów rybackich, takich jak Kesennuma, Ishinomaki i Shiogama oraz z tego, że głównym produktem prefektury Miyagi jest ryż.
Chociaż często uważa się, że kaiten-zushi (sposób podawania sushi w barach poprzez ustawianie potraw na taśmie obrotowej) pochodzi z Sendai, to w rzeczywistości system ten ma swój początek w Osace. W Sendai powstała jednak pierwsza we wschodniej Japonii restauracja kaiten-zushi.
Wiele gałęzi rzemiosła z Sendai wywodzi się z okresu Edo, gdy rozwijały się pod wpływem rodu Date. Przykłady to Sendai Hira, ręcznie tkana tkanina z jedwabiu, ceramika Tsutsumiyaki i papier yanagi'u washi. Inne rzemiosła, takie jak umowegi zaiku (wyroby ze skamieniałego drewna), zostały rozwinięte przez nisko stojących w hierarchii samurajów, zmuszonych do dorabiania. Lalki kokeshi stały się popularne dzięki temu, że sprzedawano je jako pamiątki przy ciepłych źródłach. Stosunkowo nowe wynalazki (powstałe po restauracji Meiji) to lakiernictwo Sendai Tsuishu i Tamamushinuri.

### Ciekawe miejsca

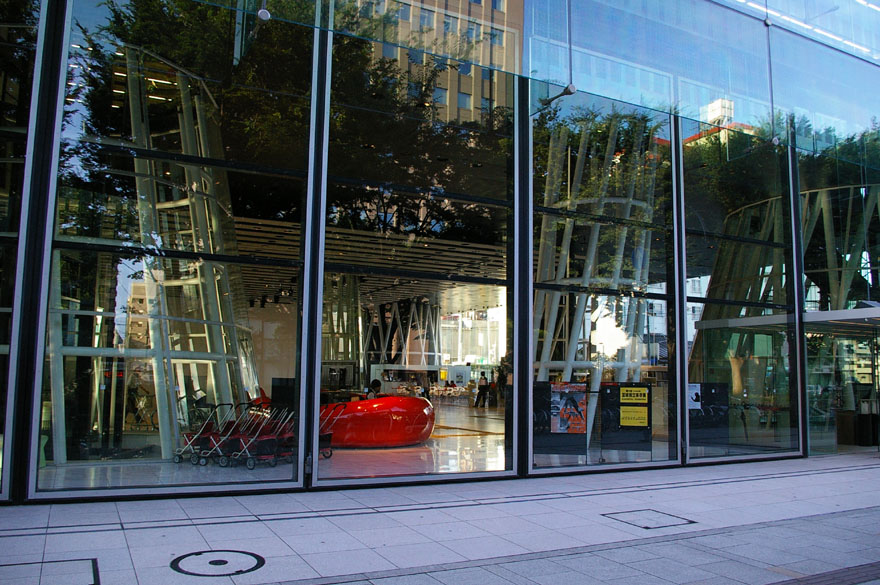
Sendai Mediatheque, budynek zaprojektowany przez Toyo'o Itō

Sendai Mediatheque jest wielofunkcyjnym budynkiem mieszczącym bibliotekę miejską, galerie i studio filmowe, otwarte dla wszystkich zainteresowanych. Budynek został zaprojektowany przez Toyo'o Itō i jest znany z innowacyjnej architektury.
Stosunkowo wysokimi budynkami w centrum Sendai, oferującymi widok na panoramę miasta, są: budynek AER, Biura Prefektury Miyagi oraz budynek SS30. Sendai Daikannon to około stumetrowej wysokości pomnik bogini Kannon. Został zbudowany przez nieistniejącą już firmę podczas okresu japońskiej bańki spekulacyjnej. Mimo iż można z niego podziwiać panoramę, jest nielubiany przez wielu miejscowych ludzi. Częściowo wynika to z tego, że wydaje się on nieco nie na miejscu pośrodku dzielnicy mieszkaniowej, a częściowo ponieważ wielu ludzi widzi w nim symbol chciwości, nie wiary.

## Edukacja
Sendai jest niekiedy nazywane „miastem akademickim”, ponieważ w zestawieniu z liczbą ludności ma wiele uniwersytetów. Uniwersytet Tohoku jest centralnym punktem kształcenia wyższego w mieście. Jest jednym z siedmiu w Japonii uniwersytetów cesarskich. W 1999 w ankiecie Asiaweek został uznany za najlepszy uniwersytet multidyscyplinarny w Azji.
W Sendai mieszczą się również:
- Uniwersytet Tohoku
- żeński college Sendai Shirayuri
- college Tohoku Seikatsu Bunka
- Uniwersytet Tohoku Bunka Gakuen
- miasteczko uniwersyteckie obejmujące:
  - Uniwersytet Miyagi
  - żeński Uniwersytet Miyagi Gakuin
  - Uniwersytet Edukacji Miyagi
  - College Rolniczy Miyagi

## Miasta partnerskie

### Zagraniczne miasta partnerskie i zaprzyjaźnione
Sendai ma długa historię związków z miastami partnerskimi. Jego związek z Riverside (rozpoczęty 9 marca 1957) był drugim związkiem między japońskim a amerykańskim miastem, zaraz po Nagasaki i St. Paul. Relacje z Changchun i Dallas są określane jako „przyjazne miasta”, ale praktycznie nie różnią się od związków z miastami partnerskimi. Sendai ma również przyjazne stosunki z samorządami innych miast, takich jak Helsinki (Finlandia), Sewilla (Hiszpania) i Tainan (Tajwan), chociaż nie są one oficjalnie uznane za miasta partnerskie lub zaprzyjaźnione.
- Stany Zjednoczone: Riverside
- Francja: Rennes
- Białoruś: Mińsk
- Meksyk: Acapulco
- Chińska Republika Ludowa: Changchun
- Stany Zjednoczone: Dallas
- Korea Południowa: Gwangju

### Miasta partnerskie w Japonii
- Taketa (miasto partnerskie - muzyka) – od 18 stycznia 1967
- Nakano (miasto partnerskie - muzyka) – od 18 stycznia 1967
- Tokushima (miasto partnerskie - turystyka) – od 15 kwietnia 1970
- Uwajima (miasto partnerskie - historia) – od 3 listopada 1975
- Shiraoi (miasto partnerskie - historia) – od 8 maja 1981